# Пирамида Лувра
Стеклянная пирамида Лувра во дворе Наполеона (cour Napoléon) служит главным входом в Лувр и является одним из символов Парижа. Строилась с 1985 по 1989 год, проект создал знаменитый американский архитектор китайского происхождения Бэй Юймин.
Метро: линии 1 и 7, станция Palais Royal — Musée du Louvre.

## История
Через 200 лет после Французской революции президент Франсуа Миттеран предложил проект «Большого Лувра». Миттеран хотел превратить королевский дворец в самый большой музей в мире. Его идеей было также продление исторической оси Парижа — девятикилометровой перспективы, проходящей по Елисейским Полям. Теперь так называемый Триумфальный путь берёт своё начало около Лувра — во дворе Наполеона у пирамиды и конной статуи Людовика XIV, проходит через Триумфальную арку на площади Каррузель, Триумфальную арку на площади Звезды (Шарля де Голля) и заканчивается Большой аркой в квартале Дефанс.

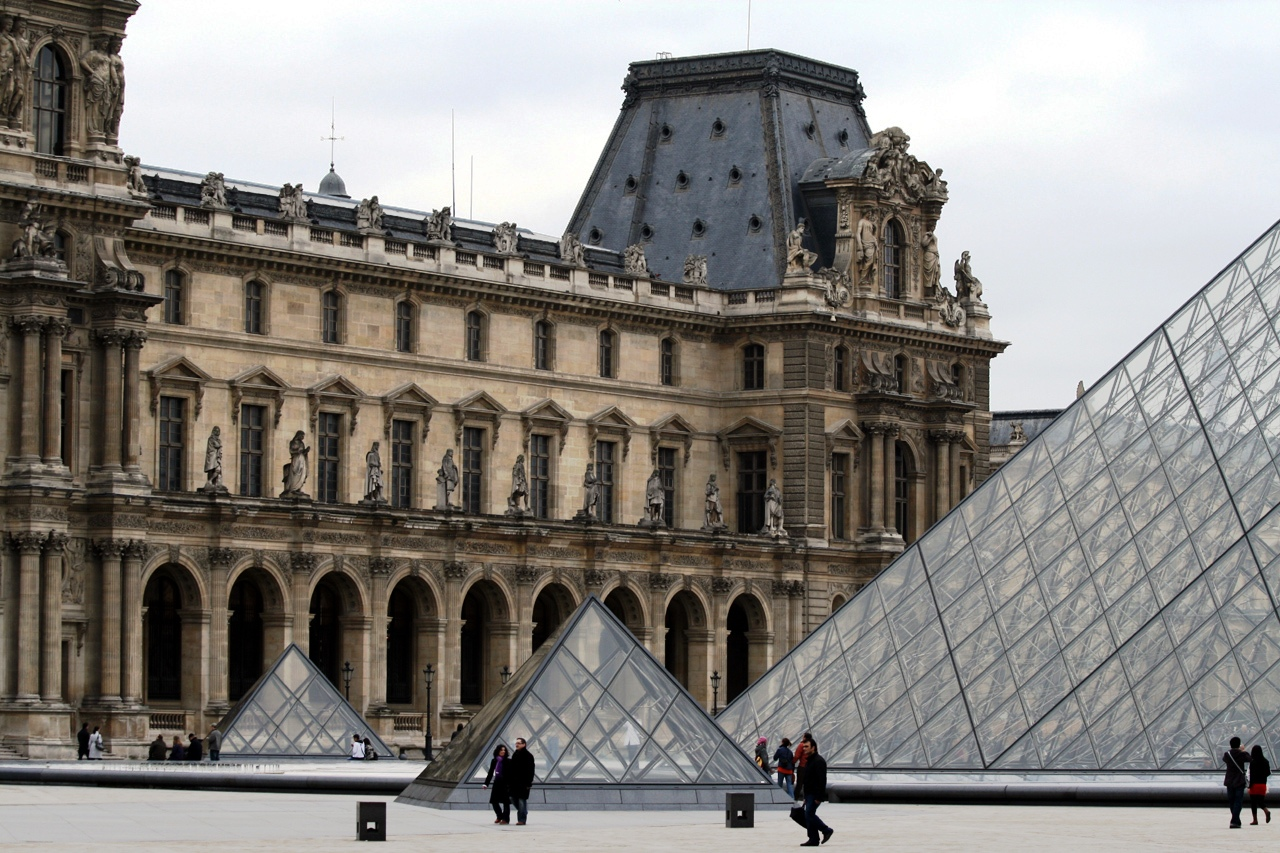

После завершения строительства пирамида стала главным входом в Лувр. Вокруг большой пирамиды расположены три пирамиды поменьше, они выполняют только роль иллюминаторов. Грани пирамид полностью состоят из стеклянных сегментов, таким образом обеспечивается оптимальное освещение подземного вестибюля, где находятся кассы, информатории и входы во все три крыла музея. Вокруг большой пирамиды устроены фонтаны.
Проект освещения разрабатывал американский светодизайнер Клод Энгл, установивший галогенные лампы по внутреннему периметру пирамиды. Через 15 лет руководство Лувра заменило прежние лампы металлогалогенными, обладающими меньшей потребляемой мощностью и большей светоотдачей. Так пирамиде был придан более современный облик благодаря «холодному» освещению. Дизайнерское решение Энгла осталось нетронутым.

## Числа и факты
- Пирамида состоит из 603 ромбовидных и 70 треугольных стеклянных сегментов толщиной 21 мм[2].
- Высота пирамиды — 21,65 м, длина стороны основания — 35 м, угол наклона — 52°.
- Вес пирамиды — около 180 тонн.
- Прототипом послужила пирамида Хеопса.

## Упоминания в литературе
- В романе Дэна Брауна «Код да Винчи» упоминается эта пирамида. Также там упоминается другая пирамида Лувра — Перевёрнутая пирамида, под которой скрыта гробница Марии Магдалины или Священный Грааль, в трактовке автора книги.